# Copiula
Copiula is een geslacht van kikkers uit de familie smalbekkikkers (Microhylidae). De groep werd voor het eerst wetenschappelijk beschreven door Lajos Méhelÿ in 1901.
Er zijn veertien soorten die leven in Azië en endemisch voorkomen in Nieuw-Guinea.

## Taxonomie
Geslacht Copiula
- Soort Copiula alpestris
- Soort Copiula annanoreenae
- Soort Copiula derongo
- Soort Copiula exspectata
- Soort Copiula fistulans
- Soort Copiula guttata
- Soort Copiula lennarti
- Soort Copiula major
- Soort Copiula minor
- Soort Copiula obsti
- Soort Copiula oxyrhina
- Soort Copiula pipiens
- Soort Copiula rivularis
- Soort Copiula tyleri

Aphantophryne · 
Asterophrys · 
Austrochaperina · 
Barygenys · 
Callulops · 
Choerophryne · 
Cophixalus · 
Copiula · 
Gastrophrynoides · 
Genyophryne · 
Hylophorbus · 
Liophryne · 
Mantophryne · 
Metamagnusia · 
Oninia · 
Oreophryne · 
Oxydactyla · 
Paedophryne · 
Pseudocallulops · 
Sphenophryne · 
Xenorhina